# Farkas (keresztnév)
A  Farkas régi magyar férfinév.

## Gyakorisága
Azon ritka eredeti magyar nevek közé tartozik, amiket nem szorítottak ki a keresztény nevek. A Farkas nevet, ha ritkán is, de a középkor óta használják. 
Az 1990-es években szórványos név, a 2000-es években nem szerepel a 100 leggyakoribb férfinév között.

## Névnapok
- augusztus 23.[2]
- szeptember 1.[2]
- október 31.[2]

## Idegen nyelvi rokon változatok
- Wolf (angol)
- Wolfgang (német)
- Vuk (szerb)

## Híres Farkasok
- Kemény Farkas
- Bolyai Farkas
- Kempelen Farkas
- Litkey Farkas
- Kálmán Farkas

### Híres Wolfgangok
- Regensburgi Szent Wolfgang, X. századi püspök, Bajor Gizella magyar királyné tanítója.
- Johann Wolfgang Goethe, német író, költő, grafikus, természettudós, a német irodalom egyik klasszikusa, a világirodalom egyik legnagyobb költője.
- Wolfgang Amadeus Mozart, osztrák zeneszerző, zongorista, karnagy és zenepedagógus, a bécsi klasszikusok egyike.

### HíresVukok
- Vuk Stefanović Karadžić,  szerb filológus és nyelvész, a mai szerb nyelv sztenderdjének megalkotója
- Vuk Drašković, író, politikus